# Nónfjall (berg i Island, Västfjordarna, lat 66,25, long -22,32)
Nónfjall är ett berg i republiken Island. Det ligger i regionen Västfjordarna, 230 km norr om huvudstaden Reykjavík. Toppen på Nónfjall är 607 meter över havet.
Trakten runt Nónfjall är nära nog obefolkad, med mindre än två invånare per kvadratkilometer. Det finns inga samhällen i närheten. Trakten runt Nónfjall är permanent täckt av is och snö.